# Pagaruša
Pagarushë en albanais et Pagaruša en serbe latin (en serbe cyrillique : Пагаруша) est une localité du Kosovo située dans la commune/municipalité de Rahovec/Orahovac et dans le district de Prizren/Prizren. Selon le recensement kosovar de 2011, elle compte 1 742 habitants, tous albanais.
Selon le découpage administratif du Kosovo, la localité fait partie de la commune/municipalité de Malishevë/Mališevo.

## Histoire
Sur le territoire du village se trouve le moulin d'Islam Zenel qui remonte au XIXe siècle et qui est proposé pour une inscription sur la liste des monuments culturels du Kosovo.

## Démographie

### Évolution historique de la population dans la localité
| 1948 | 1953 | 1961 | 1971  | 1981  | 1991  | 2011  |
| ---- | ---- | ---- | ----- | ----- | ----- | ----- |
| 793  | 810  | 940  | 1 187 | 1 374 | 1 599 | 1 742 |

|  |